# Intervallfotografering

Blommande pelargoner. Två timmar har förkortats till några sekunder.

Intervallfotografering (engelska: time-lapse photography eller time-lapse imaging) eller tidsförkortning är en teknik inom fotografi och film. Den bygger på att en kamera tar bilder med glesa mellanrum, bilder som därefter sammanfogas till en film som spelas upp med flera gånger normal hastighet. Tekniken är motsatsen till ultrarapid (slowmotion), där en film spelas in snabbt och spelas upp långsamt.
Begreppet kan även benämnas intervallfilmning, utifrån att resultatet blir en film som spelats in genom intervalltagningar.

## Användning
Tekniken med intervallfotografering används bland annat för att snabbt visa ett långsamt skeende. Kameran är ofta fast placerad och inställd för att ta bilder automatiskt med stora och regelbundna mellanrum. Tekniken används både i underhållnings- och vetenskapligt syfte. Exempel på det förra är intervallfotografering av sevärda stadsmiljöer, där en dags händelser kan spelas upp på några minuter. Exempel på det senare är glaciärforskare som installerar intervallkameror vid glaciärer, för att med hjälp av filmresultatet studerar hur en glaciär utvecklas över längre tid.
Intervall[film]kameror har också kommit till användning i samband med dokumentation och studier av mänskligt beteende, exempelvis i samband med bostadsprojektering.

## Teknik
Både video- och stillbildskameror kan ha inställningar för att utföra intervallfotografering. Dessutom finns specialkameror, särskilt anpassade för intervallfotografering.

## Jämförelse med stop motion
Intervallfotografering kan jämföras med stop motion. Vid denna animationsteknik görs enbildstagningar manuellt (med mellanliggande förändringar av den animerade scenen), varefter resultatet redigeras samman till en animerad film. Detta är till skillnad från intervallfotografering, som bygger på automatisk bildtagning med regelbundna mellanrum.